# Wassili Wassiljewitsch Ulrich

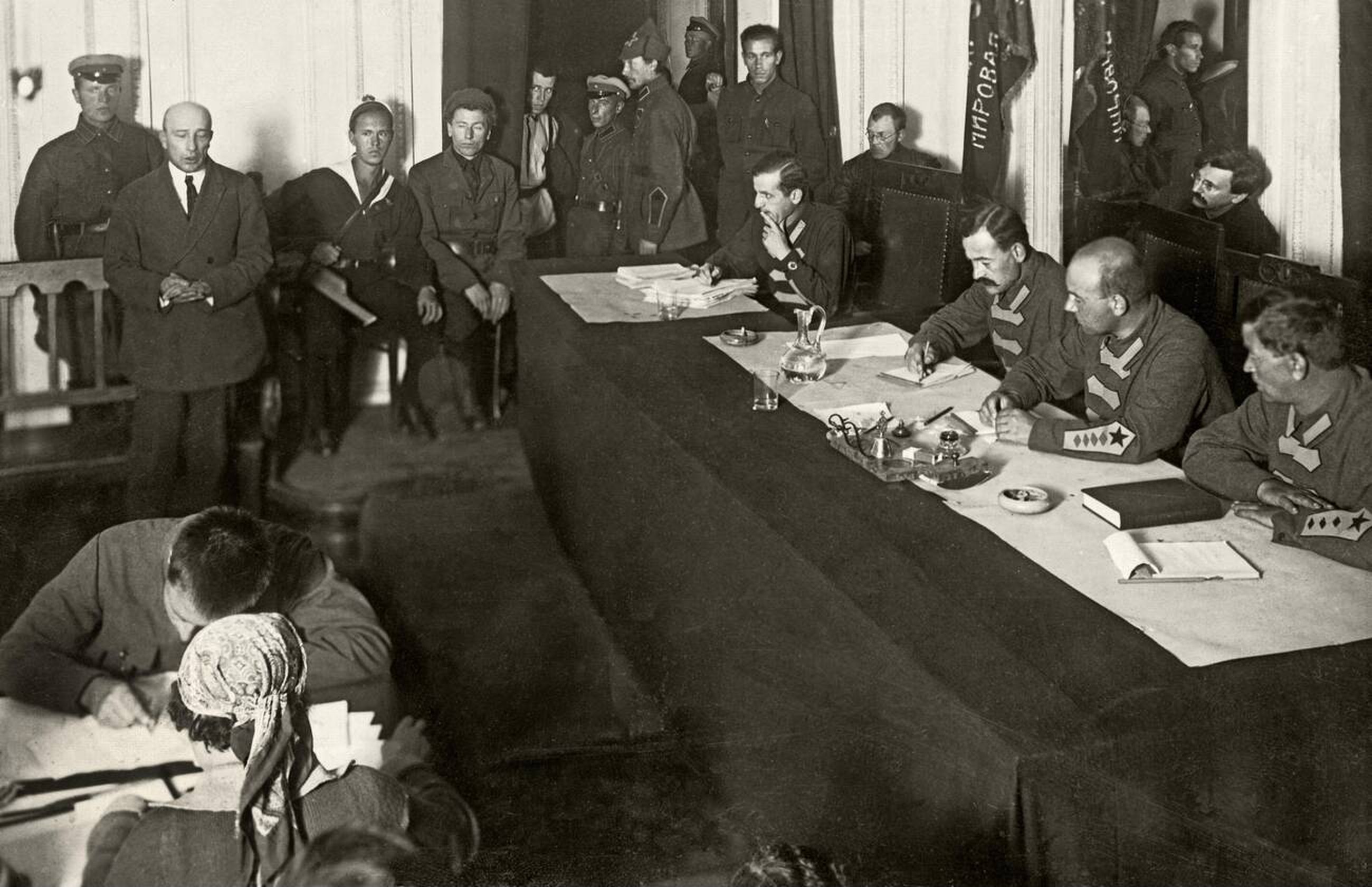
Wassili Ulrich als Richter (1924)

Wassili Wassiljewitsch Ulrich (russisch Васи́лий Васи́льевич У́льрих; * 1. Julijul. / 13. Juli 1889greg.  in Riga; † 7. Mai 1951 in Moskau) war ein sowjetischer Jurist, Generaloberst und Vorsitzender des Militärkollegiums des Obersten Gerichts der UdSSR (1926–1948).

## Leben
Ulrichs Vater, der aus einer deutsch-baltischen Familie kam, war ein lettischer Revolutionär, während die Mutter einem russischen Adelsgeschlecht entstammt sein soll. Wegen der Tätigkeit des Vaters wurde die Familie nach Sibirien zwangsumgesiedelt. Sie lebte im Gouvernement Irkutsk.
Wassili Ulrich heiratete Anna Kassel, die seit 1910 Mitglied der SDAPR (Sozialdemokratische Arbeiterpartei Russlands) und Sekretärin von Wladimir Iljitsch Lenin war. Er begann 1910 ein Studium mit kaufmännischer Ausrichtung am Rigaer Polytechnischen Institut (heute Technische Universität Riga), das er 1914 abschloss, und nahm als Offizier am Ersten Weltkrieg teil. Nach seinem Eintritt in die Bolschewistische Bewegung wurde Trotzki auf ihn aufmerksam und rekrutierte ihn für die Tscheka.

## Karriere
Im Bürgerkrieg war Ulrich Militärrichter. Seit 1926 leitete er das Militärkollegium des Obersten Gerichts der UdSSR. Stalin war angetan von seinem lakonischen Verhandlungsstil. Ulrich war unter anderem der Vorsitzende Richter während des Schauprozesses 1937 gegen Marschall Michail Tuchatschewski und seine mitangeklagten Generäle der Roten Armee Robert Eidemann (1895–1937), Boris Feldman, Iona Jakir, August Kork, Witali Primakow und Witowt Putna (1893–1937). Alle wurden zum Tode verurteilt und erschossen.
Unter den von Ulrich zum Tode verurteilten Personen waren unter anderem der Mörder von Sergei Kirow, Leonid Nikolajew, der bekannte Theaterregisseur Wsewolod Meyerhold sowie die Journalisten und Schriftsteller Michail Kolzow und Isaak Babel.

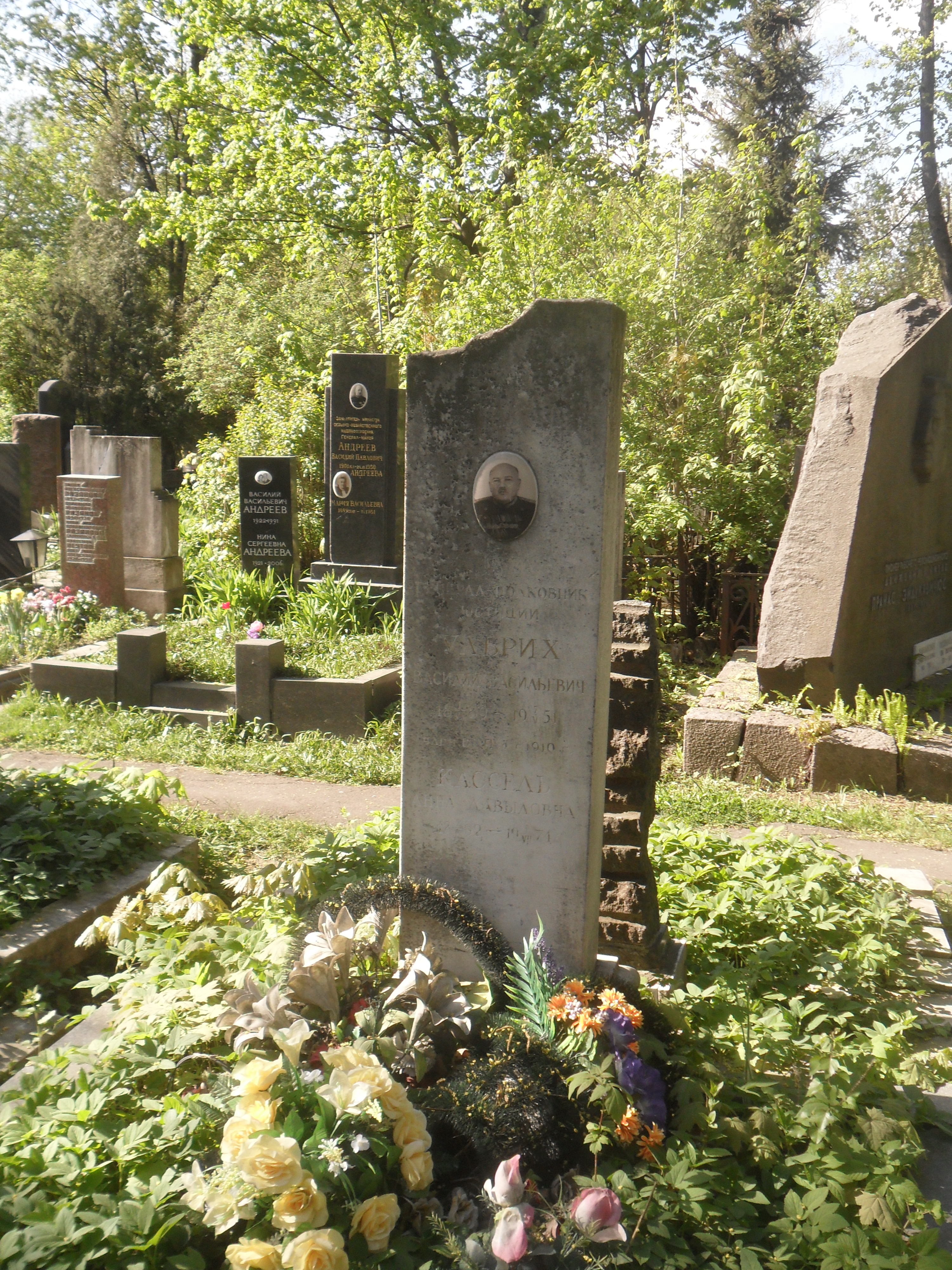
Grab von Wassili Wassiljewitsch Ulrich

Das Militärkollegium des Obersten Gerichts der UdSSR hatte seinen Sitz von 1934 bis 1955 an der Nikolskaja-Straße 23 in Moskau, in dessen Räumen alleine 1936 bis 1938 über 31.000 Menschen zum Tod verurteilt und exekutiert wurden, teils ohne überhaupt angehört worden zu sein.
Nach 1945 leitete der mehrfach hochdekorierte Ulrich das Tribunal gegen die Führung der Polnischen Heimatarmee. 1948 wurde er wie viele andere Richter abgesetzt. Bis zu seinem Tode 1951 leitete er die Militärrechtsakademie.